# Pravo društava
Pravo društava je grana prava kojm se uređuju društva, odnosno privatnopravna udruženja osoba stvorena pravnim poslom radi ostvarivanja zajedničkog cilja.

## Privatnopravna udruženja u hrvatskom pravnom sustavu
U hrvatskom pravnom sustavu postoji ograničeni broj društava (lat. numerus clausus - zatvoreni broj), što znači da postoji točno određen broj oblika društava koji su propisani zakonom te se ne bi moglo osnovati društvo koje ne bi bilo propisano zakonom.
U Republici Hrvatskoj postoje sljedeća udruženja osoba:
- ortaštvo (naziva se još i društvom građanskog prava)
- zadruga
- zadružni savez
- udruga
- tajno društvo
- javno trgovačko društvo
- komanditno društvo
- gospodarsko interesno udruženje
- dioničko društvo
- društvo s ograničenom odgovornošću
- društvo za uzajamno osiguranje

Temeljna je podjela društava na:
- društvo osoba - ona se temelje na osobama koje ih čine, što znači da je u njima važno tko su članovi društva. Društva osoba su: ortaštvo, zadruga, zadružni savez, udruga, tajno društvo, javno trgovačko društvo, komanditno društvo, gospodarsko interesno udruženje. Članovi društva osoba odgovaraju cijelom svojom imovinom.
- društvo kapitala - to su društva koja imaju temeljni kapital, te je za njihovo osnivanje potrebna određen iznos kapitala. Društva kapitala su: dioničko društvo, društvo s ograničenom odgovornošću, društvo za uzajamno osiguranje. Članovi društava kapitala odgovaraju samo do visine svojih uloga.

## Poveznice
- Trgovačko pravo
- Društvo kapitala
- Društvo osoba